# Lazzaro felice
Lazzaro felice è un film del 2018 scritto e diretto da Alice Rohrwacher.
La pellicola è stata presentata in concorso al Festival di Cannes 2018, dove ha conquistato, ex aequo, il Prix du scénario, premio destinato alla miglior sceneggiatura.
Il personaggio protagonista, Lazzaro, da cui il film prende il nome, è interpretato dall'esordiente Adriano Tardiolo. Il cast comprende, inoltre, Alba Rohrwacher, Nicoletta Braschi e Tommaso Ragno. Il titolo dalla pellicola è mutuato dal brano "Lazzari felici" (1984) di Pino Daniele.

## Trama
(La marchesa De Luna in una scena del film)
Negli altopiani del parco naturale dell'Inviolata, qui una fittizia regione nell'Italia centrale, vive, fuori dal tempo e dalla civiltà moderna (sebbene la canzone Dreams dei 2 Brothers on the 4th Floor, l'abbigliamento di Tancredi, la presenza dei primi telefoni cellulari e le divise delle forze dell'ordine facciano intendere che siano gli anni Novanta), una famiglia allargata di mezzadri agli ordini della marchesa Alfonsina De Luna, proprietaria dispotica di un'estesa piantagione di tabacco e per questo soprannominata "Regina delle sigarette". Costei è la sola, insieme a pochi altri della tenuta, a conoscere l'esistenza del mondo esterno e possiede anche il controllo dei contadini che vi abitano, i quali non vengono pagati col denaro come se fossero ancora in epoca feudale e sono costantemente in debito con la loro padrona. Tra questi spicca Lazzaro, un ragazzo ingenuo e buono, che lavora duro senza battere ciglio e sempre pronto a servire gli altri, tanto che viene sfruttato anche dagli altri contadini senza nemmeno rendersene conto.
La marchesa decide di trascorrere qualche tempo nella tenuta, trasferendosi momentaneamente con il figlio Tancredi, il contabile Nicola e la figlia di quest'ultimo, Teresa. Tancredi, viziato e infastidito dal carattere tirannico della madre, annoiato da quel luogo vetusto senza cellulare, inizia a interagire con Lazzaro e lo coinvolge nell'inscenare un suo finto rapimento, con l'intento di usare il riscatto (un miliardo in contanti) per liberare i contadini dall'oppressione della madre. Fa recapitare alla madre tramite Lazzaro una lettera che scrive ma la marchesa, abituata ai comportamenti ribelli e infantili del figlio, si accorge dell'inganno e intima sia a Nicola che alla figlia di non contattare le autorità. Dopo qualche giorno Lazzaro si ammala ed è costretto in casa, mentre Tancredi lo aspetta impaziente nel proprio rifugio. Teresa, sempre più preoccupata per Tancredi, riesce a trovare campo e denuncia il rapimento ai Carabinieri, che arrivano in elicottero, essendo il ponte per la tenuta non più agibile dal 1977. Nel frattempo Lazzaro, mentre cerca di tornare da Tancredi, distratto dal  rumore di un elicottero e ancora con i postumi della malattia, scivola e cade in un dirupo.
Gli agenti  sono increduli nello scoprire che la marchesa ha volutamente sfruttato i contadini per anni, facendogli credere ancora nella legalità della mezzadria e confinandoli nella tenuta all'oscuro del progresso che avveniva in tutto il resto del mondo, senza nemmeno far andare i bambini a scuola. Scoperta la frode, la polizia locale fa evacuare tutti i contadini dalla tenuta e li porta in caserma per il riconoscimento. Da questo momento, costoro diventano liberi cittadini e non più sudditi.
Anni dopo, nell'epoca odierna, il corpo di Lazzaro ancora intatto viene trovato in fondo al burrone da un lupo, che comincia ad annusarlo e lo riporta in vita (chiara allusione alla resurrezione di Lazzaro). Ripresosi dall'incidente, Lazzaro raggiunge l'ormai ex villa della marchesa, dove trova due ladri intenti a derubare le ultime ricchezze della casa: i due si fingono traslocatori e addirittura riescono ad usufruire dell'aiuto di Lazzaro, che li aiuta a caricare la roba sul camion. Su indicazione dei due, Lazzaro si mette in cammino e incontra  i segni del progresso industriale che ha fagocitato il mondo esterno all'Inviolata. Incontra un invecchiato Nicola, impegnato a sfruttare alcuni immigrati con lavori sottopagati, che lo caccia in malo modo non appena lo vede. Fermatosi ad una stazione di servizio, Lazzaro si imbatte nuovamente nei due ladri, questa volta intenti a rapinare il negozio; i due decidono di portare il giovane con loro alla periferia di una metropoli. Una volta arrivati, Lazzaro ritrova Antonia (una ragazza della tenuta, ormai trentenne) e si scopre che uno dei due ladri, che vivono con lei, era un bambino dell'Inviolata, e con loro vivono altri membri della famiglia, in una cisterna vicino alla ferrovia; non avendo trovato fortuna dopo l'abbandono della tenuta, in quanto analfabeti e inadatti al mondo moderno, si sono ridotti a fare la fame vivendo di piccole truffe. Lazzaro cerca di contribuire come può, e mentre aiuta Antonia raccogliendo alcune erbe si imbatte in Tancredi, al quale mostra la fionda che ha conservato per tutto questo tempo: Tancredi lo abbraccia caldamente e lo invita a presentargli gli altri membri dell'ex tenuta, per poi invitarli tutti a pranzo nella sua casa. Quello che Lazzaro e Antonia non sanno è che anche Tancredi è ridotto in miseria, dopo che la banca gli ha confiscato tutti i beni, in seguito allo scandalo della madre (defunta da anni), e che vive in un appartamento di un palazzo nobiliare fatiscente con Teresa. Per non presentarsi al pranzo a mani vuote, nonostante le loro difficoltà economiche acquistano dei dolci,  che decidono di lasciare  a Teresa, anche se questa all'ultimo momento non li fa entrare in casa.
Lazzaro, triste per la sorte dell'amico e ingenuamente convinto del buon cuore delle persone, entra in una banca chiedendo agli impiegati se possono ridare al marchesino tutto quello che gli hanno preso. I clienti della banca nel frattempo scambiano però la fionda nella tasca di Lazzaro per una pistola e si spaventano immaginando un tentativo di rapina da parte del giovane: una volta resisi conto che Lazzaro non possiede nulla di pericoloso, lo attaccano per averli presi in giro e iniziano a picchiarlo. La polizia interviene per calmare gli animi e scopre che Lazzaro è morto a causa delle percosse. Nello stesso momento, un lupo esce a piccoli passi dalla banca e si avvia per la strada, scomparendo tra i palazzi, come a dimostrare che gli umani riescono ad essere più feroci di un lupo e che, quindi, la società industriale non è meno crudele di quella dell'Antico Regime.

## Produzione

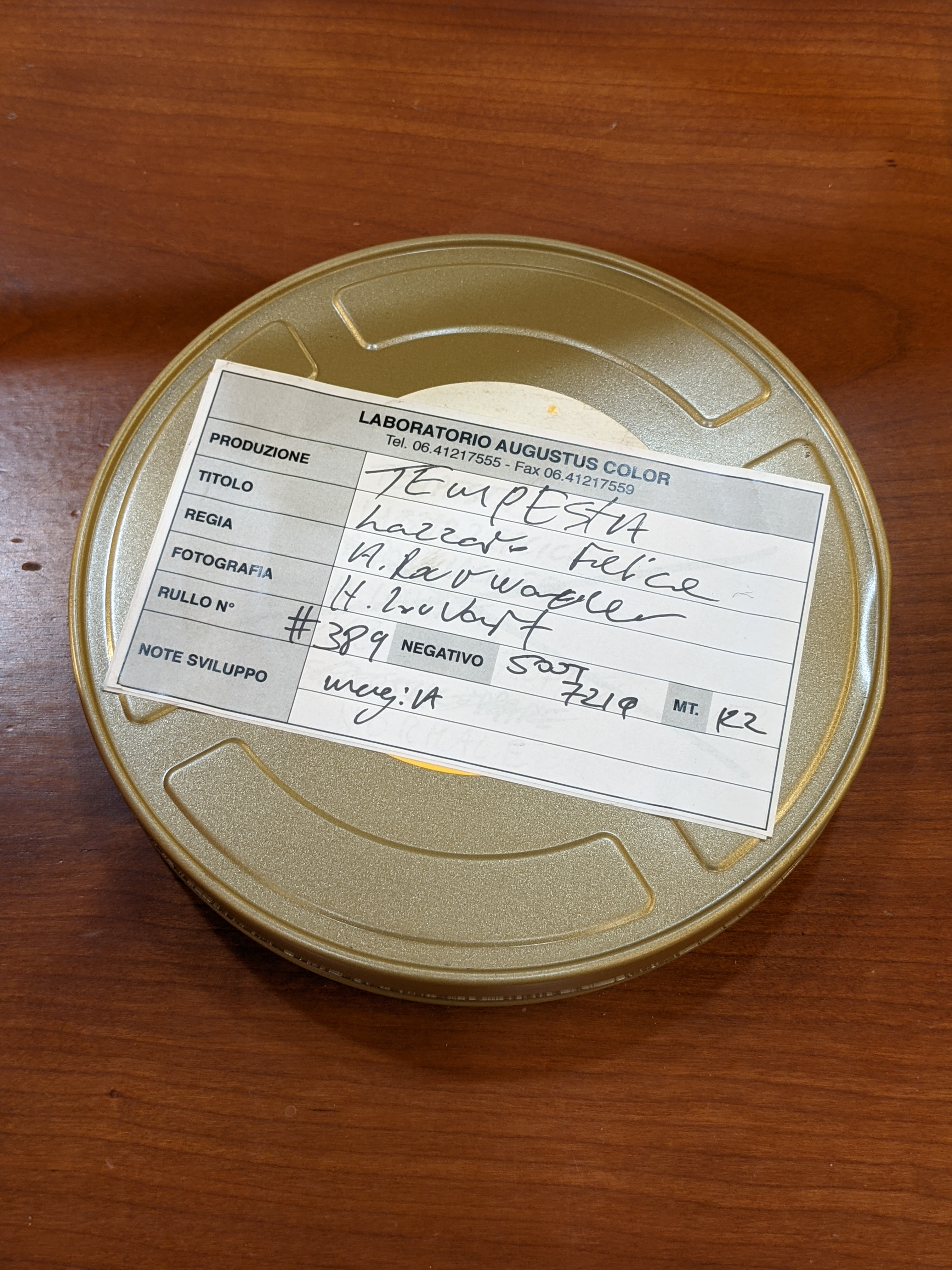
Negativo del film esposto alla Cineteca di Bologna

La prima parte del film è stata girata nelle campagne della frazione Vetriolo di Civita (Bagnoregio) e sull’altopiano dell’Alfina, nel territorio di Castel Giorgio. Le scene in città sono state girate a Milano, Torino e Civitavecchia.

## Distribuzione
Il film è costato 5.632.641,18 euro e ne ha incassati 491.000.
Il film è stato presentato a Cannes il 13 maggio 2018 ed è stato distribuito nelle sale cinematografiche italiane dal 31 maggio 2018.

## Riconoscimenti
- 2018 - Festival di Cannes
  - Prix du scénario
  - In competizione per la Palma d'oro
- 2019 - David di Donatello
  - Candidatura per il miglior film
  - Candidatura per il miglior regista a Alice Rohrwacher
  - Candidatura per la miglior sceneggiatura originale a Alice Rohrwacher
  - Candidatura per il miglior produttore a Carlo Cresto-Dina
  - Candidatura per la miglior attrice non protagonista a Nicoletta Braschi
  - Candidatura per il migliore autore della fotografia a Hélène Louvart
  - Candidatura per il miglior scenografo a Emita Frigato
  - Candidatura per il miglior costumista a Loredana Buscemi
  - Candidatura per il miglior suono
- 2018 - Nastro d'argento[6]
  - Candidatura per il miglior film
  - Candidatura per la migliore attrice non protagonista a Nicoletta Braschi
  - Candidatura per la migliore scenografia a Emita Frigato
- 2018 - Jerusalem International Film Festival
  - Cummings Award Best Feature Film
- 2018 - Sitges - Festival internazionale del cinema fantastico della Catalogna
  - Premio speciale della giuria
  - Carnet Jove Jury Award
- 2018 - National Board of Review[7]
  - Migliori film stranieri
- 2018 - European Film Awards[8]
  - European University Film Award
  - Candidatura per il miglior film
  - Candidatura per il miglior regista ad Alice Rohrwacher
  - Candidatura per la miglior attrice ad Alba Rohrwacher
  - Candidatura per la miglior sceneggiatura ad Alice Rohrwacher
- 2018 - Popoli e Religioni - Terni Film Festival
  - Premio miglior attore protagonista a Adriano Tardiolo